# Moteane Melamu
Moteane Melamu est un universitaire et un écrivain botswanais de langue anglaise. Il est professeur à l'Université du Botswana. 